# Драгутин Франасовић
Драгутин Франасовић (Цариград, 5. децембар 1842 — Беч, 18. април 1914) био је генерал српске војске и политичар.

## Биографија
Драгутин Франасовић, рођен је 5. децембра 1842. у Цариграду. После завршетка 3 разреда гимназије у Аустрији, ступио је у српску редовну војску 28. априла 1862. У пјешадијског потпоручника унапријеђен је 1867, капетана 2 класе 1875, пуковника 1886, а генерала 1894, кад му је оставка уважена.
Међутим већ 1895. враћен је у активну службу са чином генерала, па је поновно пензионисан 1897. Између 1862 — 1867. као подофицир био је војни писар при министарству војном, а 1867. водник и ађутант батаљона. Од 1873. био је у служби при министарству војном. Од 1875. био је командир чете, а од 1876. командант батаљона. Од 1877. био је у министарству војном, од 1878. командант батаљона.
Године 1879. постаје ађутант кнеза Милана, од 2. фебруара 1885 — до 23. марта 1886, 1. априла—4. априла 1893. и 25. јуна 1895—12. децембра 1896. био је министар војни. У међувремену био је канцелар краљевских ордена.
У рату 1876. био је ађутант главног команданта тимочке војске и ордонанс официр тимочко-моравске војске, док је током рата 1877/78 био у штабу врховне команде. У рату 1885. био је министар војни. Стриц му је био Петар Франасовић. Као капетан, Ивану Иванићу је помогао на граници са Румунијом, када је Иван био прогањан од угарских власти.